# چالامپان
چالامپان (به لاتین: Chaalampan) یک منطقهٔ مسکونی در سری‌لانکا است که در استان شمالی (سری‌لانکا) واقع شده‌است.